# Vilar (Cospeito)
Vilar (llamada oficialmente Santa María de Vilar) es una parroquia y un barrio español del municipio de Cospeito, en la provincia de Lugo, Galicia.

## Organización territorial
La parroquia está formada por tres entidades de población:
- Meaus
- Ponte (A Ponte)
- Vilar  (O Vilar)

## Demografía

### Parroquia
| Gráfica de evolución demográfica de Vilar (parroquia) entre 2000 y 2019 |
|                                                                         |
| Datos según el nomenclátor publicado por el INE.                        |

### Barrio
| Gráfica de evolución demográfica de Vilar (barrio) entre 2000 y 2019 |
|                                                                      |
| Datos según el nomenclátor publicado por el INE.                     |